# Oortův oblak

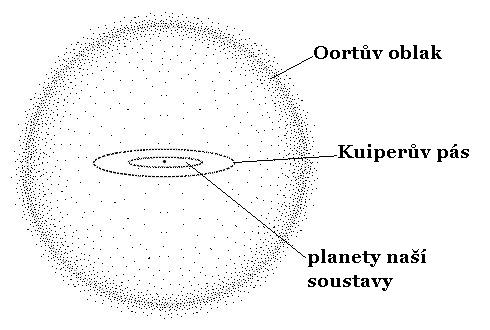
Porovnání tvaru Oortova oblaku s tvarem Kuiperova pásu a oběžnou rovinou planet (schéma není v měřítku, naznačuje jen tvary)

Oortův oblak (řidčeji Öpik-Oortův oblak) je hypotetický kulovitý oblak komet na okraji naší Sluneční soustavy za Kuiperovým pásem, přibližně 20 000–180 000 AU od Slunce. Mělo by jít o pozůstatek původní mlhoviny, ze které se zformovala Sluneční soustava. Objekty Oortova oblaku pravděpodobně vznikly blíže Slunci a do současné vzdálenosti byly vymrštěny gravitačním působením velkých planet. Podle novější hypotézy z roku 2021 by většina objektů Oortova oblaku mohla pocházet od jiných hvězd. Jeho existence nebyla prokázána, ale většina astronomů jej považuje za reálný.

## Pojmenování
Svůj název nese po nizozemském astronomovi Janu Hendriku Oortovi, který hypotézu o jeho existenci poprvé zveřejnil v roce 1950. Méně užívaný název Öpik-Oortův oblak je pojmenován po estonském astronomovi Ernstu Öpikovi, který existenci takovéhoto oblaku předpověděl už v roce 1932.

## Vzdálenost

Porovnání velikosti Oortova oblaku s Kuiperovým pásem, dráhou Sedny a drahami planet Sluneční soustavy

Poloměr Oortova oblaku nelze přesně určit – přesto panuje konsenzus, že největší část hmoty jeho objektů je soustředěna ve vzdálenosti asi 50 000 AU. Jeho komety se mohou v malé míře vyskytovat již od vzdálenosti 2 000 do 200 000 AU od Slunce, kde již gravitační působení této hvězdy postupně slábne a na objekty Oortova oblaku začínají mít větší vliv okolní hvězdy.

## Objekty Oortova oblaku
Oortův oblak je zdrojem kometárních jader, které mohou působením různých vlivů (od vzájemného gravitačního působení, přes gravitaci okolních hvězd až po vzájemné srážky) změnit svou dráhu směrem k vnitřním částem sluneční soustavy. Tyto komety jsou většinou dlouhoperiodické, anebo proletí kolem Slunce pouze jednou. Na rozdíl od planet, jejichž oběžné dráhy leží v blízkosti ekliptiky, mohou komety pocházející z Oortova oblaku přilétat z libovolného směru.
Objekty v Oortově oblaku se skládají převážně ze zmrzlé vody, amoniaku a metanu. Jde o velmi malá tělesa, až na výjimky ne větší než desítky km. Počet zdejších objektů se odhaduje na 6 bilionů a jejich celková hmotnost na 40 hmotností Země.

### Planetky
Existuje několik planetek, které jsou obvykle zařazovány do Oortova oblaku, neboť pro zařazení do Kuiperova pásu obíhají v příliš velké vzdálenosti od Slunce. Jsou to především 2000 CR105, 2008 KV42 
a Sedna. Vzdálenost Sedny od Slunce, která se pohybuje mezi 76,1 a 892 AU, je mnohem menší než vnitřní poloměr Oortova oblaku, ale je to pravděpodobně důsledek gravitačního působení hvězdy, která kdysi prolétla v blízkosti našeho Slunce.

### Extrasolární Oortovy oblaky
Obdobné objekty jako Oortův oblak se mohou vyskytovat také u jiných hvězd.